# 弯叶龙胆
弯叶龙胆（学名：Gentiana curviphylla）为龙胆科龙胆属的植物，是中国的特有植物。分布于中国大陆的四川等地，生长于海拔2,890米至4,270米的地区，多生长在林间草地或山坡草地，目前尚未由人工引种栽培。